# Bancroft (Idaho)
Bancroft es una ciudad ubicada en el condado de Caribou en el estado estadounidense de Idaho. En el año 2010 tenía una población de 377 habitantes y una densidad poblacional de 221,76 personas por km².

## Geografía
Bancroft se encuentra ubicado en las coordenadas 42°43′10″N 111°53′10″O / 42.71944, -111.88611. Según la Oficina del Censo, la localidad tiene un área total de 1,7 km² (0,7 mi²), de la cual 1,7 km² (0,7 mi²) es tierra y 0 km² (0 mi²) (0.0%) es agua.

## Demografía
En el 2000 la renta per cápita promedia del hogar era de $26,458, y el ingreso promedio para una familia era de $43,125. En 2000 los hombres tenían un ingreso per cápita de $46,250 contra $20,750 para las mujeres. El ingreso per cápita para la localidad era de $12,549. Alrededor del 15.8% de la población estaba bajo el umbral de pobreza nacional.